# Lonesome Day
Lonesome Day is een nummer van de Amerikaanse muzikant Bruce Springsteen uit 2002. Het is de tweede single en het openingsnummer van zijn twaalfde studioalbum The Rising.
In "Lonesome Day" probeert de ik-figuur om te gaan met de eenzaamheid als gevolg van het verlies van zijn geliefde. Hoewel hij nu treurt om het verlies, beseft hij dat hij zijn geliefde echter niet zo goed kende en erkent hij dat hij niet perfect was geweest in zijn relatie met de nu afwezige geliefde. Het nummer bereikte de Amerikaanse Billboard Hot 100 niet, wel kwam het terecht in enkele themalijsten van Billboard. Succesvoller was de plaat in sommige Europese landen, waar het wel in de hoofdlijsten terechtkwam. In het Nederlandse taalgebied greep het nummer echter naast de hoofdlijsten; met in Nederland een 4e positie in de Tipparade, en in Vlaanderen een 18e positie in de Tipparade.